# ФK Ветерница
ФК Ветерница је најстарији ромски фудбалски клуб у Србији. Основан је 1926. године у насељу Винарце од стране првог председника клуба, фабриканта Димитрија Николића.

## Историја клуба
Клуб је првобитно носио име Полумесец, да би касније добио име Гајрет, што на османском турском значи вечни пријатељ. Током Другог светског рата, клуб је привремено престао са радом. Клуб је био познат као Лесковачке Кариоке (бразилци), по боји дресова и стилу игре. Током 1941. године, фудбалери и чланови управе су страдали у борбама у Араповој долини, али се клуб обновио након рата. Одлуком градских власти клуб је преименован у ФК Ветерница. У част клубу, име је добила највећа месна заједница у Лесковцу.

## Клуб данас
Данас клуб функционише у тешким финансијским условима, али опстаје захваљујући ентузијазму нових генерација, председнику клуба Рајку Елезовићу и секретару Владимиру Амзићу. Клуб се углавном такмичи у регионалним лигама. Највећи успех клуба у новијој историји је високо пласирање у регионалној лиги пре пет година, а тренер тима је била Радица Стојановић, професорка из Лесковца, такође први женски тренер у Србији.

## Реферемце
1. ↑  Милосављевић - Странац, Драгомир (1987). Сто година лесковачког спорта (1887-1987). Лесковац. стр. 82—83.
2. ↑  Стевановић, Томислав (22. децембар 2023). „Број 46”. Нова Наша реч: 14.